# ألكسندرا رذرفورد
ألكسندرا رذرفورد (بالإنجليزية: Alexandra Rutherford)‏ أستاذة مشاركة في علم النفس في برنامج الدراسات العليا لتاريخ ونظرية علم النفس في جامعة يورك، كندا.
حصلت رذرفورد على بكالوريوس العلوم بدرجة امتياز عالية عام 1993 من كلية ترينيتي في جامعة تورنتو عام 1993. أكملت درجة الماجستير في علم النفس العيادي من جامعة يورك عام 1995 والدكتوراه في تاريخ ونظرية علم النفس وعلم النفس العيادي من جامعة يورك عام 2001.